# Уст Джегута
Уст Джегута (на руски: Усть-Джегута) е град в Карачаево-Черкезката република, Русия. Градът е разположен в региона на Кавказ, на десния бряг на река Кубан, 15 km южно от административния център Черкеск. Населението му към 1 януари 2018 г. е 30 391 жители.
Селището е основан през 1861 г. от казаци. Получава статут на град през 1975 г.

## Родени в Уст Джегута
- Дима Билан (р. 1981) – руски певец, победител в международния конкурс Евровизия 2008